# 54439 Topeka
54439 Topeka este un asteroid din centura principală de asteroizi.

## Descriere
54439 Topeka este un asteroid din centura principală de asteroizi. A fost descoperit pe 29 iunie 2000 la Eskridge de Gary Hug. El prezintă o orbită caracterizată de o semiaxă mare de 2,54 ua, o excentricitate de 0,19 și o înclinație de 16,5° în raport cu ecliptica.